# Contea di McDowell (Virginia Occidentale)
La contea di McDowell ( in inglese McDowell County ) è una contea dello Stato della Virginia Occidentale, negli Stati Uniti. La popolazione al censimento del 2000 era di 27 329 abitanti. Il capoluogo di contea è Welch.